# Vugar Mustafayev
Vugar Mustafayev född 1986 i Baku, är minister vid Azerbajdzjans försvarsindustriministerium.

## Biografi
Vugar Mustafayev föddes 1986 i Baku. År 2004 tog han en kandidatexamen i teknisk ekonomi och förvaltning - förvaltningsspecialitet vid akademin för offentlig förvaltning under Republiken Azerbajdzjans president, och tog examen med utmärkelse 2008. Mellan 2010 och 2013 studerade han på masterprogrammet "Business Management (MBA)" vid Khazar University, med inriktning på finans och kredit.
Förutom att vara medlem i Institute of Internal Auditors, en internationell sammanslutning, har han sedan 2016 erhållit "Certified Internal Auditor (CIA)" - internationell internrevisorskvalifikation, och sedan 2020 har han den internationella "IBM Data Science Specialization" - Data Science-kvalifikation.
Han gjorde militärtjänst vid militärenhet nr N i de interna trupperna vid Azerbajdzjans inrikesministerium.
Han är gift och har två barn.

## Karriär
Under 2006-2008, under sin grundutbildning, arbetade han som utbildningskoordinator och ekonomi- och redovisningsspecialist på olika företag. Under 2009-2012 arbetade han som senior specialist på företaget "Ernst & Young CIS B.V." med verksamhet i Azerbajdzjan. Under 2012-2014 arbetade han som chef för internrevisionsavdelningen på Azerfon LLC. Sedan 2014 har han arbetat i olika ledande befattningar inom PASHA Holding LLC och dess närstående företag.
Genom ett dekret från Republiken Azerbajdzjans president daterat den 15 mars 2023 utsågs han till biträdande minister för Republiken Azerbajdzjans försvarsindustri.
Genom dekret från Republiken Azerbajdzjans president av den 18 november 2023 utnämndes han till Republiken Azerbajdzjans minister för försvarsindustri.